# Baudouine Building
El Baudouine Building es un edificio histórico ubicado en 1181-1183 Broadway en la esquina de West 28th Street en el vecindario NoMad de Manhattan, Nueva York. Fue construido entre 1895 y 1896 como una torre de oficinas con una tienda a nivel de la calle, en sustitución de un hotel que anteriormente se encontraba en el sitio, y fue diseñado por Alfred Zucker en el estilo neoclásico.
El edificio se destaca por tener un pequeño templo grecorromano en la parte superior, llamado "un pequeño Parnaso en el cielo" por la presidenta Sherida E. Paulsen de la Comisión de Preservación de Monumentos Históricos de la Ciudad de Nueva York Tiene numerosos motivos decorativos que incluyen escudos de himnos con cabezas de león sobre muchas ventanas.
El Baudouine Building, que también tiene la dirección 22 West 28th Street, se encuentra dentro del distrito histórico Madison Square North creado por la Comisión en 2001.

## Referencias

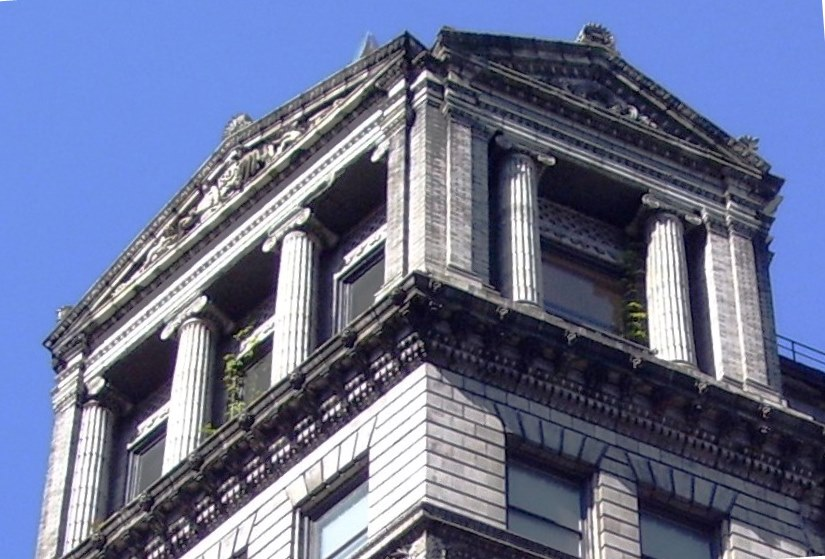
El "Pequeño Parmassus en el cielo" en la parte superior del edificio